# Herminia obscuripennis
Herminia obscuripennis là một loài bướm đêm trong họ Noctuidae.